# Associazione Calcio Prato 1989-1990
Questa pagina raccoglie le informazioni riguardanti l'Associazione Calcio Prato nelle competizioni ufficiali della stagione 1989-1990.

## Rosa
| N. |                   | Ruolo | Calciatore           |
| -- | ----------------- | ----- | -------------------- |
|    | Italia (bandiera) | C     | Angelo Aimo          |
|    | Italia (bandiera) |       | Balli                |
|    | Italia (bandiera) | D     | Giorgio Benini       |
|    | Italia (bandiera) | D     | Marco Benvenuti      |
|    | Italia (bandiera) | P     | Gianluca Berti       |
|    | Italia (bandiera) | A     | Massimo Briaschi (I) |
|    | Italia (bandiera) | C     | Angelo Cupini        |
|    | Italia (bandiera) | C     | Gianluigi Galbagini  |
|    | Italia (bandiera) | C     | Roberto Labadini     |
|    | Italia (bandiera) | C     | Gabriele Landi       |
|    | Italia (bandiera) | P     | Paolo Longo          |
|    | Italia (bandiera) | C     | Roberto Marta        |

| N. |                   | Ruolo | Calciatore       |
| -- | ----------------- | ----- | ---------------- |
|    | Italia (bandiera) | D     | Jury Morelli     |
|    | Italia (bandiera) | C     | Stefano Nannelli |
|    | Italia (bandiera) | P     | Marco Onorati    |
|    | Italia (bandiera) | C     | Pietro Parente   |
|    | Italia (bandiera) | D     | Alberto Pari     |
|    | Italia (bandiera) | C     | David Peccini    |
|    | Italia (bandiera) | A     | Stefano Raggi    |
|    | Italia (bandiera) | A     | Elia Roselli     |
|    | Italia (bandiera) | A     | Valentino Spelta |
|    | Italia (bandiera) | D     | Paolo Tramezzani |
|    | Italia (bandiera) | A     | Stefano Turchi   |
|    | Italia (bandiera) | D     | Gianni Villoresi |

## Risultati

### Campionato

#### Girone di andata
| 17 settembre 1989 1ª giornata | Chievo | 2 – 2 | Prato |  |

| 24 settembre 1989 2ª giornata | Prato | 3 – 3 | Arezzo |  |

| 1º ottobre 1989 3ª giornata | Prato | 3 – 1 | Montevarchi |  |

| 8 ottobre 1989 4ª giornata | Empoli | 3 – 0 | Prato |  |

| 15 ottobre 1989 5ª giornata | Prato | 0 – 0 | Lucchese |  |

| 22 ottobre 1989 6ª giornata | Venezia | 2 – 0 | Prato |  |

| 29 ottobre 1989 7ª giornata | Prato | 0 – 1 | Trento |  |

| 5 novembre 1989 8ª giornata | Modena | 1 – 0 | Prato |  |

| 12 novembre 1989 9ª giornata | Prato | 1 – 2 | Carpi |  |

| 19 novembre 1989 10ª giornata | Casale | 2 – 0 | Prato |  |

| 26 novembre 1989 11ª giornata | Prato | 1 – 1 | Spezia |  |

| 3 dicembre 1989 12ª giornata | Derthona | 0 – 0 | Prato |  |

| 10 dicembre 1989 13ª giornata | Prato | 1 – 1 | Mantova |  |

| 17 dicembre 1989 14ª giornata | Piacenza | 3 – 0 | Prato |  |

| 30 dicembre 1989 15ª giornata | Prato | 1 – 0 | Carrarese |  |

| 7 gennaio 1990 16ª giornata | Alessandria | 1 – 1 | Prato |  |

| 14 gennaio 1990 17ª giornata | Prato | 1 – 0 | Lanerossi Vicenza |  |

#### Girone di ritorno
| 28 gennaio 1990 18ª giornata | Prato | 0 – 0 | Chievo |  |

| 4 febbraio 1990 19ª giornata | Arezzo | 4 – 1 | Prato |  |

| 11 febbraio 1990 20ª giornata | Montevarchi | 1 – 3 | Prato |  |

| 18 febbraio 1990 21ª giornata | Prato | 0 – 0 | Empoli |  |

| 4 marzo 1990 22ª giornata | Lucchese | 1 – 0 | Prato |  |

| 11 marzo 1990 23ª giornata | Prato | 1 – 0 | Venezia |  |

| 18 marzo 1990 24ª giornata | Trento | 1 – 1 | Prato |  |

| 25 marzo 1990 25ª giornata | Prato | 0 – 0 | Modena |  |

| 1º aprile 1990 26ª giornata | Carpi | 3 – 1 | Prato |  |

| 8 aprile 1990 27ª giornata | Prato | 2 – 1 | Casale |  |

| 14 aprile 1990 28ª giornata | Spezia | 0 – 0 | Prato |  |

| 29 aprile 1990 29ª giornata | Prato | 1 – 0 | Derthona |  |

| 6 maggio 1990 30ª giornata | Mantova | 2 – 1 | Prato |  |

| 13 maggio 1990 31ª giornata | Prato | 0 – 0 | Piacenza |  |

| 20 maggio 1990 32ª giornata | Carrarese | 1 – 1 | Prato |  |

| 27 maggio 1990 33ª giornata | Prato | 1 – 0 | Alessandria |  |

| 3 giugno 1990 34ª giornata | Lanerossi Vicenza | 3 – 1 | Prato |  |

#### Spareggio
| Ferrara 7 giugno 1990 Spareggio                  | Lanerossi Vicenza | 2 – 0 | Prato | Stadio Paolo Mazza |
| \| \| \| \| \| Zamuner Tacchi \| Marcatori \| \| |                   |       |       |                    |
|                                                  |                   |       |       |                    |
| Zamuner Tacchi                                   | Marcatori         |       |       |                    |